# (797) Montana
(797) Montana ist ein Asteroid des Hauptgürtels, der am 17. November 1914 vom dänischen Astronomen Holger Thiele in Hamburg-Bergedorf entdeckt wurde.
Der Name des Asteroiden ist abgeleitet vom lateinischen Wort mons (Berg) in Ehrung der Hamburger Sternwarte. (797) Montana war der erste dort entdeckte Kleinplanet.